# Mona Freeman
Monica Elizabeth Freeman, (Baltimore, Maryland, 9 de junio de 1926 - Beverly Hills, California, 23 de mayo de 2014), más conocida como Mona Freeman, fue una actriz y pintora estadounidense.

## Biografía
Nació en Baltimore, Maryland, y creció en Pelham, Nueva York. Hija de un leñador, fue modelo mientras estaba en la escuela secundaria, y fue seleccionada como la primera "Miss Subways" del sistema de tránsito de la ciudad de Nueva York en 1940.

## Carrera

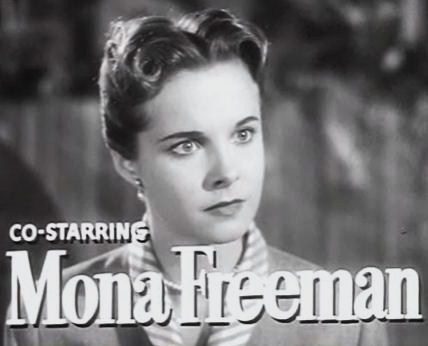
Mona Freeman en el film Angel Face, del director Otto Preminger, estrenado en 1952.

Paramount Pictures firmó un contrato con Freeman después de que ella se mudó a Hollywood.  Finalmente, firmó un contrato cinematográfico con Howard Hughes.
Su contrato se vendió de nuevo a Paramount. Su primera aparición cinematográfica fue en la película de 1944 Till We Meet Again.Se convirtió en una popular estrella de cine adolescente. Después de una serie de papeles como una adolescente bonita e ingenua, se quejó de ser encasillada.
Como adulta apareció principalmente en películas B, aunque una excepción fue su papel en la película Cara de ángel (1952), dirigida por Otto Preminger. También coprotagonizó la película Locos del aire con Dean Martin y Jerry Lewis.
Las apariciones de Freeman en el cine terminaron en la década de 1950, pero continuó trabajando en televisión. Entre sus apariciones hubo siete papeles como invitada en The United States Steel Hour de 1960 a 1962 y tres en Perry Mason, todos ellos papeles como cliente de Mason: Jane Wardman en "The Case of the Lurid Letter" (1962), Rosanne Ambrose en "The Case of the Illicit Illusion" (1964) y Ellen Payne en "The Case of the 12th Wildcat" (1965). Apareció en un episodio de Randall, el justiciero protagonizada por Steve McQueen.
Freeman fue retratista y se concentró en la pintura después de 1961. Su retrato más conocido es el de la empresaria Mary See, fundadora de See's Candies.
Freeman murió el 23 de mayo de 2014 en su casa de Beverly Hills, a los 87 años de edad, tras una larga enfermedad.